# Anders Petersson (skolman)
Anders Petersson, född den 10 juni 1831 i Gråmanstorps socken, Kristianstads län, död den 6 juli 1906 i Mölle, Brunnby församling, Malmöhus län, var en svensk skolman och filolog.
Petersson blev student vid Lunds universitet 1852, filosofie kandidat 1855 och filosofie magister 1856. Han blev docent i arabiska vid Lunds universitet 1857. År 1859 blev Petersson adjunkt vid högre allmänna läroverket i Lund, där han var rektor 1879 och 1881–1886 samt lektor i grekiska och latin 1881–1905. Petersson utgav en grekisk läsebok och språkvetenskapliga uppsatser.